# 威廉·坎寬巴
威廉·坎寬巴（英語：William Kamkwamba，1987年8月5日—）是一名來自馬拉威的發明家、作家。坎寬巴生長於馬拉威的貧困地區，兒時因經濟問題被迫輟學；14歲那年在圖書館自修時從書中得到靈感，他相信這些知識可以幫他改變自己的未來。他用簡易工具和廢棄場的物料，在眾人懷疑的眼光下，成功蓋了一作風車發電機，讓他家躋身為全馬拉威百分之二的用電人口。
其自傳《馭風男孩》於2019年被改編成電影。

## 外部連結

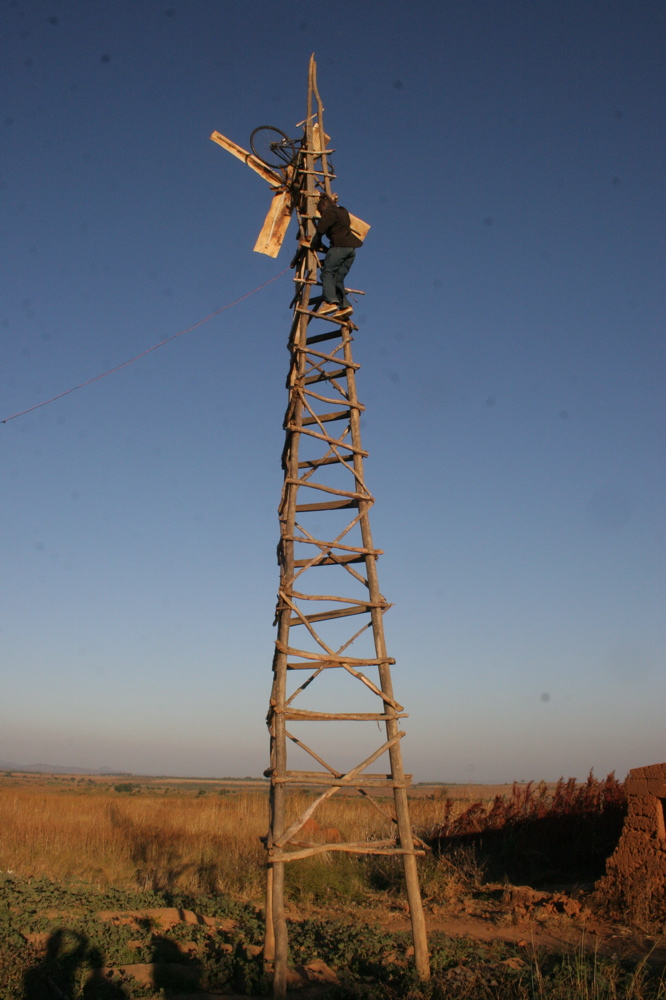
坎寬巴搭建的風力發電機

- William Kamkwamba's blog （页面存档备份，存于）
  - The Boy Who Harnessed the Wind : Creating Currents of Electricity and Hope （页面存档备份，存于）
- Moving Windmills （页面存档备份，存于）
- 威廉·坎寬巴的X（前Twitter）
- TED上的威廉·坎寬巴
- William Kamkwamba talks at MIT （页面存档备份，存于）
- 威廉·坎寬巴在互联网电影资料库（IMDb）上的資料（英文）
- WorldCat 聯合目錄中威廉·坎寬巴的著作或與之相關的著作